# Prix Henri-Desmontils
Groupe I
Le prix Henri-Desmontils est une course hippique de trot monté se déroulant au mois de mars sur l'hippodrome de Vincennes.
C'est depuis 2024 une course internationale de Groupe 1 réservée aux chevaux de 4 à 11 ans, hongres exclus, ayant gagné au moins 130 000 €. Elle se court sur la distance de 2 850 mètres (grande piste), départ volté. L'allocation s'élève à 240 000 €, dont 108 000 € au vainqueur. 
Créée en février 1992, l'épreuve honore Henri Desmontils, éleveur, propriétaire et entraineur de trotteurs, membre du comité du Cheval français, né en 1911 et mort le 11 octobre 1990. Elle remplace alors dans le calendrier le prix Albert-de-Foucault, aux conditions similaires remplaçant lui-même en 1951 le Prix de Champagne,.
S'inspirant du programme hivernal des groupes 1 du trot attelé, la Société d'encouragement à l'élevage du Trotteur français élève en groupe 1 en 2024 le prix Henri-Desmontils, celui-ci devenant l'équivalent du prix de Paris au trot monté, soit la seconde revanche du prix de Cornulier, sur distance longue. Il s'ouvre alors aux 4 ans et exclut les hongres.

## Palmarès
| Année                         | Vainqueur          | Pays   | Père              | Driver           | Entraîneur      | Deuxième          | Troisième          | Distance | Réd.km |
| ----------------------------- | ------------------ | ------ | ----------------- | ---------------- | --------------- | ----------------- | ------------------ | -------- | ------ |
| 2025                          | Hirondelle du Rib  | France | Rolling d'Héripré | Noé Perron       | Joël Hallais    | I Can Dream       | Idéale du Chêne    | 2 850 m  | 1'11"8 |
| 2024                          | Édition Géma       | France | Prince Gédé       | Guillaume Martin | Marc Sassier    | Horace du Goutier | Granvillaise Bleue | 3 000 m  | 1'13"7 |
| Éditions labellisées groupe 3 |                    |        |                   |                  |                 |                   |                    |          |        |
| 2023                          | Granvillaise Bleue | France | Jag de Bellouet   | Camille Levesque | Pierre Levesque | Django du Bocage  | Clegs des Champs   | 2 850 m  | 1'12"6 |

## Sources
- Pour les conditions de course et les dernières années du palmarès : site de la SETF